# Tina Petelin
Tina Petelin, slovenska komercialistka, fotomodel in nekdanja udeleženka lepotnih tekmovanj, * 28. oktober 1985, Maribor
Leta 2009 je osvojila naslov Miss Slovenije. Leto prej je postala 1. spremljevalka miss Maribora 2008, tekmovanja pa ni mogla nadaljevati zaradi odpovedi izbora s strani Zdravka Geržine. Po enem letu je regionalne izbranke novi lastnik licence povabil na kasting in tam je zmagala.
Za slovenski Playboy je pozirala kot sanjsko dekle.
Je obraz Collagen Beauty Gela, ki je izdelek podjetja njene družine, ki se ukvarja tudi z gradbeništvom in prodajo nepremičnin.
Diplomo in magisterij iz marketinga je pridobila na Ekonomsko-poslovni fakulteti v Mariboru.
Njena mama Melita Petelin je leta 2018 kandidirala za županjo Maribora.

## Mladost
Rodila se je Meliti in Igorju, ima še mlajšo sestro Tjašo. Ime ji je dal oče, ki je bil službeno v tujini in jo je videl šele mesec in pol po njenem rojstvu. V otroštvu je bila pogosto v bolnici. Obiskovala je osnovno šolo Tabor 2 in srednjo ekonomsko šolo. Ima opravljen izpit za učitelja smučanja. Staršem je občasno pomagala v njihovem podjetju.

## Kariera

### Manekenstvo in lepotna tekmovanja
Delala je kot hostesa in v lepotnem salonu, poleti leta 2009 je delala pri milanski agenciji Urban Management pod okriljem Alena Kobilice.
Pred tekmovanjem za miss Slovenije se je udeležila več lepotnih tekmovanj:
- Snežna kraljica Kranjske Gore 2007/08 (regionalno športno-lepotno tekmovanje za finale Snežna kraljica 2007/08)[20]
- Miss hostes - celjski sejem MOS 2006
- Miss Universe Slovenije 2004 - miss fotogeničnosti[21]
- Miss Študent 2004
- Miss Rumene noči v Kopru 2003

Vir

### Televizija
Na TV Maribor je bila gostja čarodeja Sama Sebastiana v negovi oddaji Šesti čut. Tekmovala je v resničnostnem šovu Top4.

## Zasebno
Visoka je 180 centimetrov.